# Microhyla darreli
Microhyla darreli là một loài ếch trong họ Microhylidae. Nó là loài đặc hữu của Ghat Tây, phía nam Palghat Gap, Ấn Độ.